# Eva Geiler
Eva Geiler (* 1977 in Jena) ist eine deutsche Schauspielerin und Kulturmanagerin.

## Leben und Wirken
Eva Geiler studierte bis zur Zwischenprüfung Germanistik, Psychologie und Kunstgeschichte an der Friedrich-Schiller-Universität Jena. Danach absolvierte sie an der Universität der Künste Berlin ein Diplomstudium Schauspiel. Es folgten zehn Jahre als festes Ensemblemitglied am Gerhart-Hauptmann-Theater Görlitz-Zittau, an der Württembergischen Landesbühne Esslingen und am Volkstheater Rostock. Ab 2010 arbeitete Eva Geiler freiberuflich u. a. am Theater Magdeburg, am Theater Konstanz, an den Bühnen Halle und den Schauspielbühnen Stuttgart. 
Parallel zu ihrer Arbeit am Theater studierte sie Kultur- und Medienmanagement am KMM Hamburg – Institut für Kultur- und Medienmanagement (KMM) und schloss ihr Studium  2014 mit dem Master ab. In einer Doppelfunktion war sie erstmals an der Neuen Bühne Senftenberg engagiert, wo sie als Schauspielerin auf der Bühne stand und von 2017 bis 2018 als Projektreferentin den Strukturaufbau der Landesbühne Süd leitete. Von 2018 bis 2020 war sie Leiterin der Kommunikation und Referentin des Intendanten für Öffentlichkeitsarbeit an den Schauspielbühnen in Stuttgart, wo sie auch als Schauspielerin wirkte. 2020 übernahm sie die Leitung der Sanierungskommunikation am Badischen Staatstheater Karlsruhe.

## Theaterrollen (Auswahl)
- 2002: Maxim-Gorki-Theater Berlin
  - „Die Frau die zufällig beobachtet, wie…“ in „Hysterikon“ / Regie: Sandrine Hutinet

- 2002: bat-Studiotheater Berlin
  - Alice in „Hautnah“ / Regie: Ingrid Gündisch

- 2002–2004: Gerhart-Hauptmann Theater Zittau:
  - Heavenly in „Süßer Vogel Jugend“ / Regie: Michael Funke
  - Checca in „Krach in Chiozza“ / Regie: Ulf Frötzschner
  - Nathalie in „Prinz Friedrich von Homburg“ / Regie: Roland May
  - Janet in „Rocky Horror Show“ / Regie: Wolfgang Hagemann

- 2004–2009: Württembergische Landesbühne Esslingen
  - Conférencier in „Cabaret“ / Regie: Manuel Soubeyrand
  - Merkur in „Amphitryon“ / Regie: Johanna Schall
  - Audrey in „Der kleine Horrorladen“ / Regie: Matthias Brenner
  - Maria Stuart in „Maria Stuart“ / Regie: Manuel Soubeyrand
  - Erika in „Der Bus“ / Regie: Jan Neumann

- 2009–2010: Volkstheater Rostock
  - Sigurrós in „Zuhause“ / Regie: Ronny Jakubaschk
  - Elmire in „Der Tartuffe“ / Johanna Weissert
  - Margherita / „Bezahlt wird nicht!“ / Anu Saari
  - Constanze Weber in „Amadeus“ / Regie: Matthias Brenner

- 2013: Stadttheater Fürth
  - Isabella in „Maß für Maß“ / Regie: Ingrid Gündisch

- 2014–2018: Neue Bühne Senftenberg
  - Brunhild in „Die Nibelungen“ / Regie: Sandrine Hutinet
  - Betty in „Sterne über Senftenberg“ / Regie: Dominic Friedel
  - Hitler in „Germania 3 – Gespenster am toten Mann“ / Regie: Manuel Soubeyrand

- 2019: Schauspielbühnen in Stuttgart:
  - „Tour de Farce – Ehe währt für immer“ / Regie: Udo Schürmer
  - Sophie in „Willkommen“ / Regie: Schirin Khodadadian

## Sprecherin
- Die schöne Lau in „Das Geheimnis der Lau“